# Старий Вйонзув
Старий Вйонзув (пол. Stary Wiązów) — село в Польщі, у гміні Вйонзув Стшелінського повіту Нижньосілезького воєводства.
Населення — 341 особа (2011).
У 1975-1998 роках село належало до Вроцлавського воєводства.

## Демографія
Демографічна структура станом на 31 березня 2011 року:
|          | Загалом | Допрацездатний вік | Працездатний вік | Постпрацездатний вік |
| -------- | ------- | ------------------ | ---------------- | -------------------- |
| Чоловіки | 164     | 37                 | 110              | 17                   |
| Жінки    | 177     | 39                 | 93               | 45                   |
| Разом    | 341     | 76                 | 203              | 62                   |